# Lilla Kalvagölen
Lilla Kalvagölen är en sjö i Nybro kommun i Småland och ingår i Snärjebäckens huvudavrinningsområde. Sjöns area är 0,004 kvadratkilometer och den är belägen 121,1 meter över havet.